# 泰瑞·格里菲斯
，OBE（1947年10月16日—2024年12月1日），是一名退役的威爾斯司諾克球員，現任司諾克教練兼評論員。他在1979年首次成為世界司諾克錦標賽冠軍，並在1988年獲得亞軍。他在1984年至1992年連續九年取得了至少達到世界錦標賽四分之一決賽的顯著成就。他還獲得了碩士學位。1980年和1982年的英國錦標賽冠軍，使他成為僅有的11名完成司諾克三冠王的球員之一。他以緩慢、謹慎、優雅的比賽風格而聞名。